# Н’Дри Куку, Эмиль
Эми́ль Н’Дри Куку́ (фр. Emile N'Dri Koukou; род. 1 января 2003) — ивуарийский футболист, защитник.

## Карьера
Перешёл в «Ван» 13 октября 2021 года. Дебютировал за клуб 23 ноября 2021, выйдя на замену на 85-й минуте в матче Кубка Независимости Армении против «Пюника», где «Ван» победил по пенальти со счётом 5:3, пройдя в полуфинал. В чемпионате Армении дебютировал 10 декабря 2021 в матче против «Нораванка», выйдя на замену на 46-й минуте.